# Flavia Lattanzi
Flavia Lattanzi (Addis Abeba, 4 oktober 1940) is een Italiaans rechtsgeleerde. Ze klom op tot hoogleraar internationaal recht en was van 2007 tot 2013 rechter van het Joegoslavië-tribunaal.

## Levensloop
Lattanzi werd geboren in Addis Abeba, de hoofdstad van Ethiopië. Ze studeerde later in haar eigen land aan de Universiteit Sapienza in Rome en slaagde daar voor internationaal recht. Naast Italiaans spreekt ze vloeiend Russisch en Engels.
Lattanzi was van 1970 tot 1973 assistent-hoogleraar internationaal recht aan de Universiteit van Chieri en vervolgens tot 1985 van de Universiteit Sapienza. Aansluitend werd ze tot 1990 hoogleraar aan de Universiteit van Pisa en daarnaast aan de Libera Università Internazionale degli Studi Sociali Guido Carli (LUISS) in Rome. Ze bleef aan als hoogleraar van LUISS, terwijl ze daarnaast aansluitend tot 1996 hoogleraar werd aan de Universiteit van Sassari en erna tot 2007 aan de Universiteit van Teramo.
Daarnaast was ze supervisor aan verschillende buitenlandse universiteiten en gaf daar ook lezingen. Lattanzi publiceerde verder verschillende boeken en essays op het gebied van internationaal recht. Haar specialisme ligt hierbij op het gebied van internationaal strafrecht, internationaal humanitair recht, mensenrechten en internationale organisaties.
Verder was ze eind jaren negentig juridisch adviseur voor de Italiaanse delegatie voorafgaand aan de oprichting van het Internationale Strafhof en voor het Italiaanse Ministerie van Justitie. Ze is lid van het Institut de Droit International.
Van 2007 tot 2013 diende ze als rechter ad litem van het Joegoslavië-tribunaal in Den Haag. Haar eerste zaak betrof die van Bosnisch legerleider Rasim Delić.